# St.-Katharinen-Kirche (Gelting)

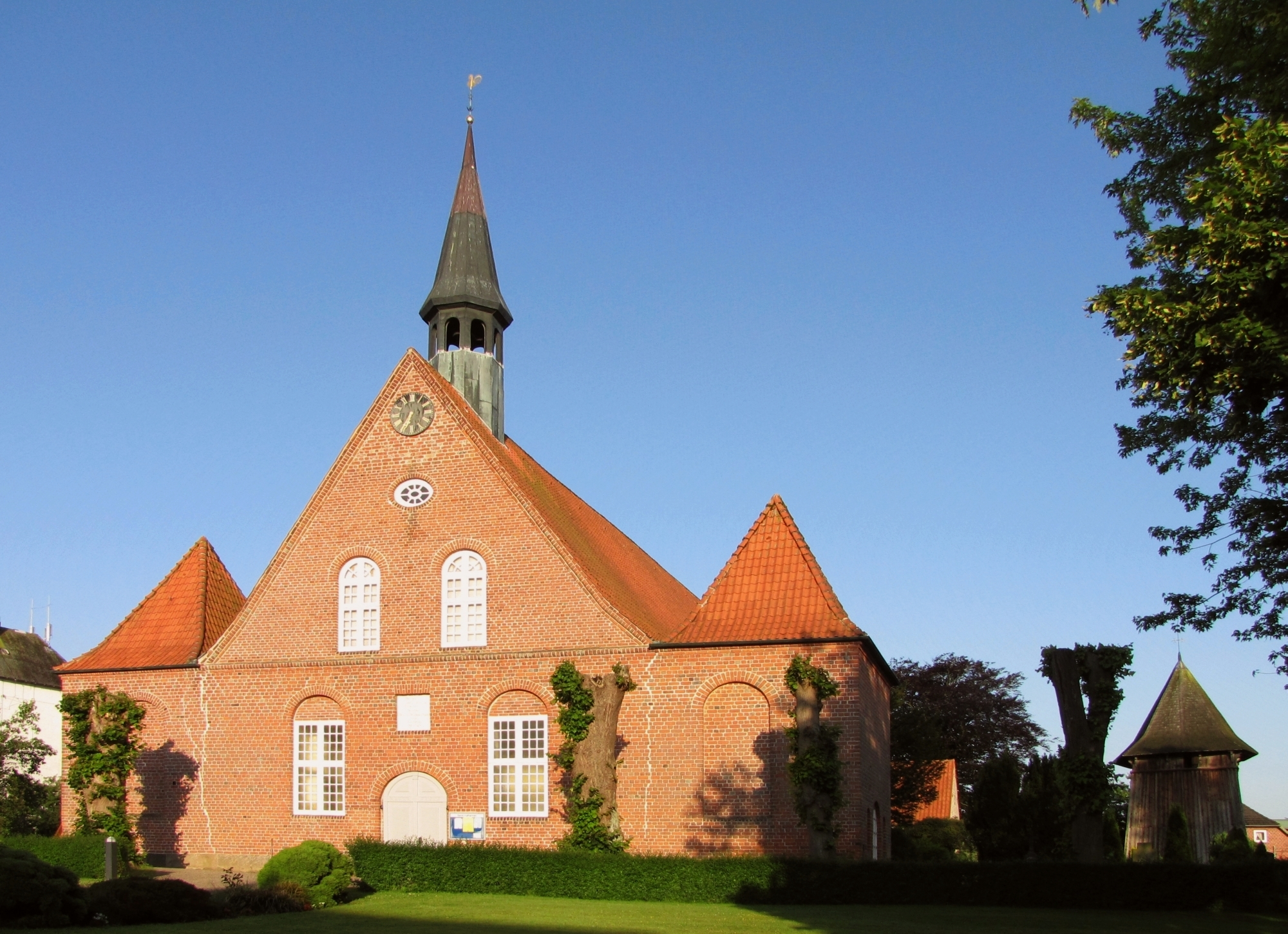
Außenansicht der Kirche mit Glockenstuhl von Osten

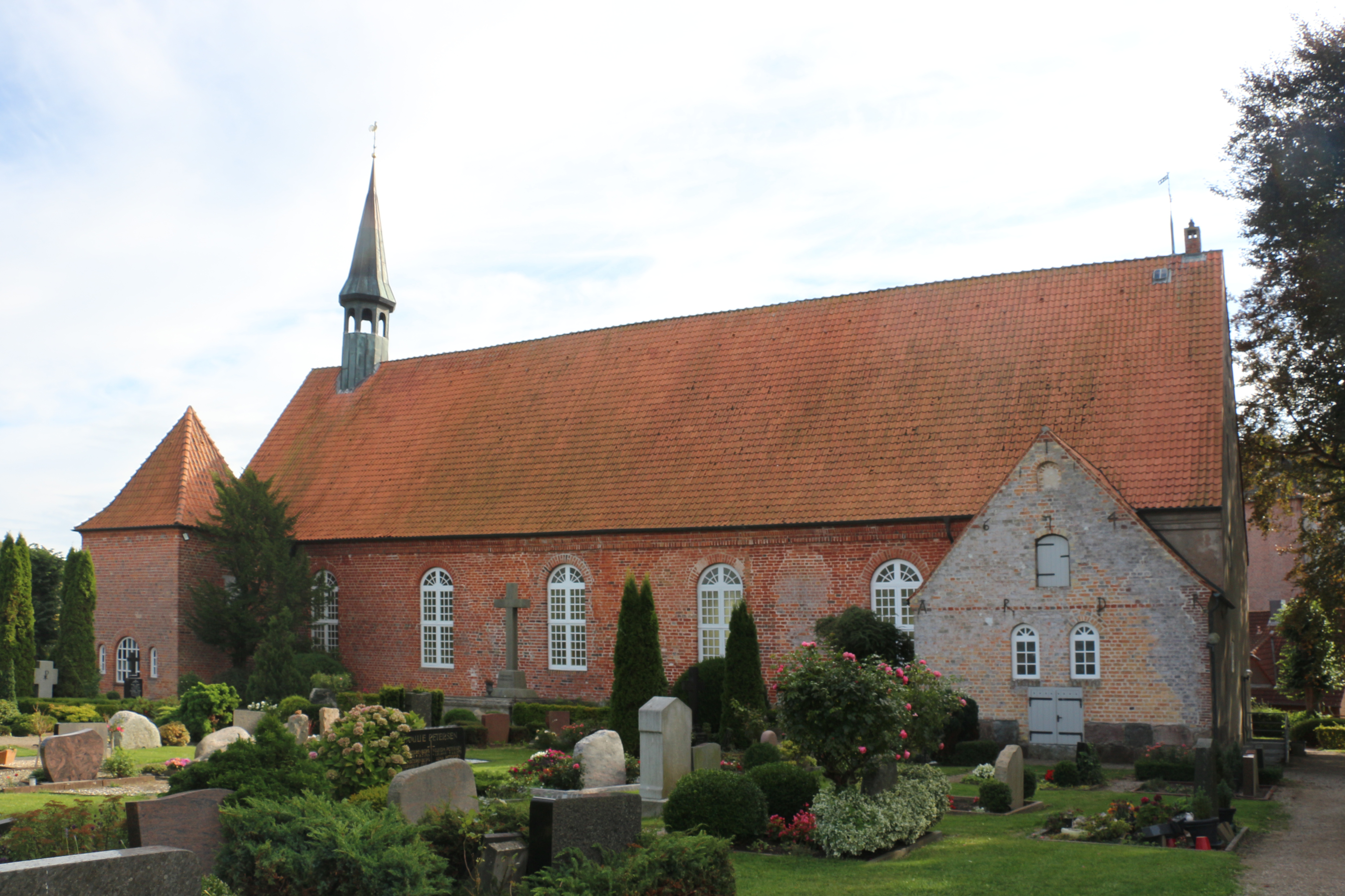
Nordseite der Kirche mit den Grüften der Familie Ahlefeldt, Hobe-Geltingen (niedrig mit Kreuz) und Rumohr (v.li.); erkennbar sind die zugemauerten älteren Fenster

Die St.-Katharinen-Kirche von Gelting ist eine denkmalgeschützte gotische Backsteinkirche und gehört der Kirchengemeinde Gelting; letztere gehört zum Kirchenkreis Schleswig-Flensburg der Evangelisch-Lutherischen Kirche in Norddeutschland.
Die St.-Katharinen-Kirche wurde um 1300 von den Besitzern von Gut Gelting erbaut. Als Patronatskirche eines zunächst königlichen und später adligen Guts unterstand das Kirchspiel bis 1928 den Gutsherren von Gut Gelting. Die Herren von Gelting und der benachbarten Güter statteten die Kirche reich aus. Bedeutend war dabei besonders Christian Friedrich Rudolf von Geltingen, auf den der Umbau der Kirche zu einer klassizistischen Saalkirche zurückgeht. Durch die Integration der kostbaren Innenausstattung aus der Gotik, der Renaissance und dem Barock in den einheitlich hell gestalteten klassizistischen Saal ist das Erscheinungsbild der Kirche einmalig. Die Stellung als exemtes Kirchspiel spielte eine wichtige Rolle in den Jahren nach der Schleswig-Holsteinischen Erhebung.

## Lage
Die St.-Katharinen-Kirche steht auf einer Anhöhe im Ort Gelting an der zum Herrenhaus Gelting führenden Straße Norderholm. Sie liegt nicht im Zentrum des Kirchspiels, sondern an dessen westlichem Rand nicht weit von der St.-Marien-Kirche in Esgrus entfernt. Bis ins 19. Jahrhundert hinein existierte nicht einmal ein Kirchdorf mit eigener Feldmark, denn bei der Kirche gab es nur wenige Häuser, darunter die Schule und das Diakonat, während sogar der Hauptpastor etwa einen Kilometer entfernt in Suterballig wohnte. Bis zur Trockenlegung großer Teile in den 1970er-Jahren reichte das Geltinger Noors bis dicht an die Kirche heran. Parallel zur Straße, die östlich der Kirche verläuft, floss die Geltinger Au, bevor sie im Zusammenhang mit der Flurbereinigung unterirdisch durch Rohre geleitet wurde. Direkt vor der Kirche führte eine Brücke über die Geltinger Au.

## Geschichte
Gelting in der Nieharde wurde zwar schon 1231 erwähnt, allerdings als königliches Gut und nicht als Kirchspiel. Deshalb befand sich hier, anders als in vielen anderen Orten in Angeln, in denen romanische Kirchen stehen, im Hochmittelalter noch keine Kirche. Erst um 1300 ließen die Gutsherren von Gut Gelting für ihre Gutsuntertanen in der Nähe des Gutshauses auf einer Anhöhe an der Geltinger Au eine kleine Kirche errichten, die unter dem Patrozinium der Heiligen Katharina von Alexandrien stand. Anfangs unterstand das Kirchspiel in weltlicher Hinsicht dem dänischen König, dem das Gut bis 1494 gehörte, bzw. dem von ihm mit der Verwaltung des Guts Belehnten und in geistlicher dem Archidiakon des Schleswiger Domkapitels. Spätestens ab 1427 war es dem Zisterzienserkloster Rüde inkorporiert und zehntpflichtig. Ein Priester für Gelting ist ab dem 15. Jahrhundert erwähnt. Außer dem „Herrn Jasper“, dem 1525 das Triumphkreuz geliefert wurde, sind aber bis zum Ende des 16. Jahrhunderts keine Namen bekannt.

### Patrone und Pastoren (16. und 17. Jahrhundert)
Nach der Reformation, über deren Einführung in Gelting nichts überliefert ist, unterstanden Kirche und Kirchspiel dem Patronat der Herren des Guts Gelting. Als exemtes Kirchspiel lag Gelting damit außerhalb der Jurisdiktion des Flensburger Amtmanns und des Propstes von Flensburg. Ab 1636 war der Generalsuperintendent von Schleswig für die geistlichen Belange zuständig und führte auch die Visitation durch. Die Gutsherren waren für die Erhaltung der Kirche und ihre Finanzen verantwortlich und hatten unter anderem das Recht, der Gemeinde die Prediger zur Wahl zu präsentieren und den Gewählten einzusetzen. Außerdem hatten sie die Aufsicht über die Schulen im Kirchspiel. Allerdings beanspruchten auch die Besitzer der anderen vier Güter, die Land im Kirchspiel besaßen, Düttebüll, Priesholz, Buckhagen und Oehe, das Patronatsrecht und hatten es zeitweise auch inne. Alle nutzten die Geltinger Kirche als Grablege und statteten sie aus. Teilweise verfügten die Herren von Gelting recht eigenmächtig über das Kirchengut. So verkaufte Claus von Ahlefeldt 1595 die Orgel und einige mittelalterliche Kunstwerke, worüber Johann von der Wisch auf Oehe sich beschwerte.
Die ersten namentlich bekannten Pastoren waren Johann Walbom, der vermutlich von 1567 bis 1583 Dienst tat, und Hinrich Wige, der 1590 starb. Als in den 1580er Jahren die Pest im Kirchspiel herrschte, soll auch der Küster ordiniert worden sein, weil der Pastor allein mit der Menge der Kranken und Sterbenden, die nach dem Krankenabendmahl verlangten, und der Zahl der Beerdigungen überfordert war. Damit bestand eine zweite Pfarrstelle, zunächst ein deutlich schlecht bezahltes Diakonat. Während die Hauptpastoren häufig bis zu ihrem Tod auf der Stelle blieben, wechselten die zweiten Prediger daher oft schon nach wenigen Jahren auf eine Stelle mit besserer Vergütung. Einige Diakone konnten nach dem Tod ihres Vorgängers auch dessen Stelle einnehmen, so rückte auch der erste bekannte Diakon, Nicolaus Johannis aus Gelting, 1590 zum Hauptpastor auf.

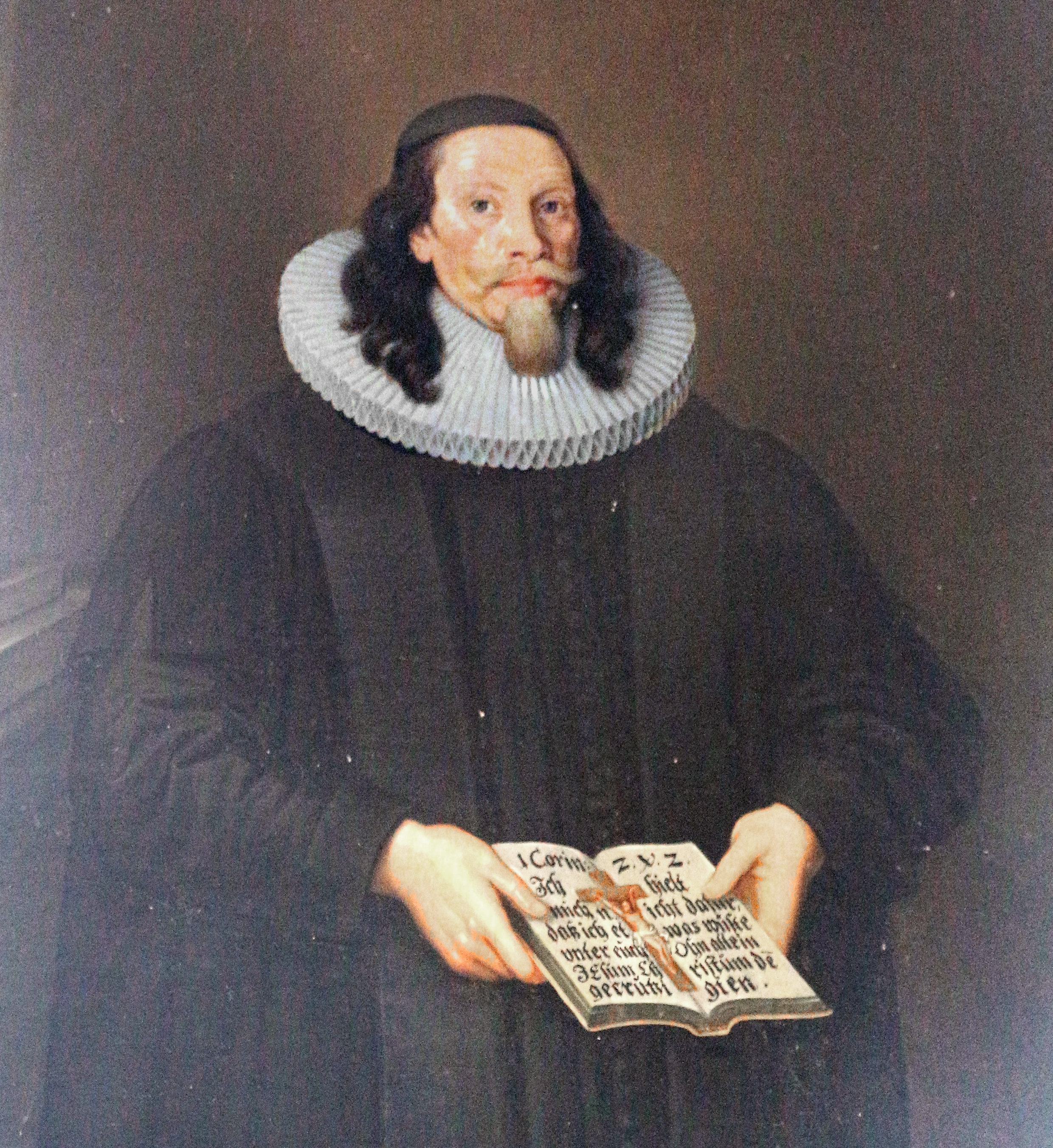
Pastor Schröder

Als Patron Claus Ahlefeldt auf Gut Gelting (1578–1632) nach Johannis’ Tod 1618 Bernhard Hechler aus Butjadingen zum neuen Hauptpastor berief, ohne die Zustimmung der anderen Gutsherren eingeholt zu haben, entbrannte ein längerer Streit zwischen den Gutsherren über die Zuständigkeit des Patronatsherrn. Zum Zeichen ihres Protestes ließen die Herren der anderen Güter ihre Amtshandlungen nur noch durch den Diakon vornehmen. Hechler starb 1640. Sein Nachfolger wurde, vermutlich auch wieder ohne Wahl, Franziscus Schröder. Als er nach fast 40 Amtsjahren 1680 mit 68 Jahren starb, ließ man ein Gemälde von ihm in der Kirche aufhängen. Auch Schröders Schwiegersohn Paul Gerhard Walter, der Sohn des Pastors der Flensburger Johanniskirche, erhielt die Pfarrstelle ohne Wahl. Walter arbeitete neben seiner seelsorgerlichen Tätigkeit auch als Arzt, war aber offensichtlich unbeliebt, denn niemand wollte bei ihm als Knecht dienen. Er lag auch mit den Gutsherren im Streit, da diese ihre Leibeigenen schlecht behandelten und ihnen die Erlaubnis zur Eheschließung verweigerten. 1693 verließ er Gelting und wurde Pastor in Burg auf Fehmarn. 1703 gab er diese Pfarrstelle auf, um seine restlichen zehn Lebensjahre als Arzt in Eckernförde zu verbringen. Nach Walters Weggang 1694 fand erstmals eine richtige Pastorenwahl mit Präsentation von drei Kandidaten durch den Patron und Probepredigten statt. Die wahlberechtigten Haushaltsvorständen der Gemeinde wählten Tobias Meyer, der bis zu seinem Tod 1730 amtierte und gleich nach Amtsantritt mit der Führung von Kirchenbüchern begann.

### 18. Jahrhundert
Im gesamten 18. Jahrhundert hatte die Geltinger Kirche nur sechs Pastoren, die alle mehrere Jahrzehnte bis zu ihrem Tod im Dienst der Gemeinde standen: Auf Tobias Meyer folgte 1731 der bisherige Diakon Ludwig Hoffmann († 1750). Dessen Nachfolger Ulrich Anton Feddersen war ebenfalls Diakon gewesen, ehe er 1751 Hauptpastor wurde. Weil er an einer zunehmenden Lähmung litt, musste er sich in die Kirche tragen lassen und saß zum Predigen vor dem Altar. Er starb 1781 mit 63 Jahren. Ihm folgte Peter Kiesbuy, der bereits seit 1753 das Diakonat innehatte. Als er 1782 zum Hauptpastor befördert wurde, wurde das Diakonat in ein etwas besser dotiertes Compastorat umgewandelt. Trotzdem verdienten die Compastoren bei etwa gleichem Arbeitspensum nur knapp die Hälfte dessen, was die Hauptpastoren bekamen. Kiesbuy war Pastor während des großen Umbaus der Kirche 1792 bis 1794 und starb 1797 nach insgesamt 44 Jahren im Amt. Zu seinem Nachfolger wurde Jacob Detlev Casper Schmidt gewählt, womit zum ersten Mal seit hundert Jahren nicht der zweite Prediger zum Hauptpastor aufrückte. Zusammen mit Compastor Christian Rohlfs führte Schmidt ab 1798 die andernorts umstrittene Agende des Generalsuperintendenten Jacob Georg Christian Adler ohne Schwierigkeiten ein.

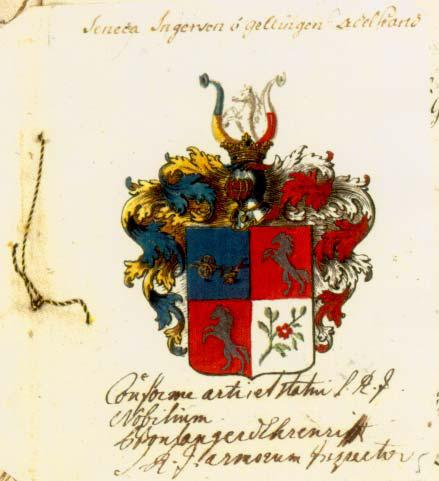
Wappen des Freiherrn von Gelting

Im Jahr 1759 kaufte der bei der Niederländischen Ostindien-Companie zu Reichtum gekommene gebürtige Nordfriese Süncke Ingwersen Gut Gelting. Als Seneca Inggersen Baron von Geltingen war er auch Patron der Kirche. Allerdings behielt er seinen Hauptwohnsitz in den Niederlanden und überließ Gelting meist seinen Geschwistern und, als diese alt wurden, seinen Kindern. 1770 kaufte er die ehemalige Ahlefeldter Gruft vor dem Altar in der Kirche. Im selben Jahr feierte seine Tochter Adriana Sybranda in der Geltinger Kirche mit Andreas August von Hobe Hochzeit. Zur Feier des Tages wurde allen Geltinger Liebespaaren erlaubt, am selben Tag ebenfalls den Bund der Ehe zu schließen. Kurz vor seinem Tod wandelte Seneca Inggersen das Gut in einen Familienfideikommiss um und verfügte die Parzellierung und die Einführung der Erbpacht. Er starb 1786, wurde aber weder in Gelting noch in dem 1784 gekauften Familiengrab im Schleswiger Dom beigesetzt, sondern in der Oude Kerk in Voorburg. Seine Pläne zum Umbau der Geltinger Kirche setzte erst sein Sohn Christian Friedrich Rudolf von Geltingen (1764–1820) um. Rudolf von Geltingen hob 1789 auch die Leibeigenschaft auf, was die anderen Gutsherren ihm in den folgenden Jahren gleichtaten. Nach seinem Tod ging das Fideikommissgut Gelting samt dem Kirchenpatronat an das neunte Kind seiner Schwester Adriana, der als Levin Ludwig von Hobe-Geltingen 1821 in den dänischen Freiherrenstand erhoben wurde. Er behielt das Kirchenpatronat, obwohl er zum Katholizismus übergetreten war. Auch seine Nachkommen waren als Katholiken Patrone der evangelischen Kirche.

### Gelting im deutsch-dänischen Konflikt (19. Jahrhundert)
Nach Matthias Werner, der 1805 ins Amt kam und 1830 nach Esgrus wechselte, hatte ab 1831 der Heimatforscher Hans Nicolai Andreas Jensen seine erste Pfarrstelle in Gelting inne. In dieser Zeit verfasste er zunächst eine Geschichte des Kirchspiels Gelting und dann seinen vierbändigen Versuch einer kirchlichen Statistik über das Herzogthum Schleswig und Angeln: Zunächst für die Angler historisch beschrieben. 1845 übernahm er die Pfarrstelle an der St.-Marien-Kirche in Boren.
Sein Nachfolger Friedrich Wilhelm Valentiner unterschrieb 1849 gemeinsam mit Compastor Johann Ernst Ludwig Schmidt eine Erklärung der Geistlichkeit des Herzogthums Schleswig, die vom Königreich Dänemark beabsichtigte engere Anbindung des Herzogtums Schleswig – und damit die Trennung vom Herzogtum Holstein – nicht mittragen zu können. Nach der Niederschlagung der Schleswig-Holsteinischen Erhebung wurden 1850 fast alle anderen deutschgesinnten Pastoren und Beamten in Angeln von der dänischen Regierung unter Frederik Ferdinand Tillisch entlassen. Valentiner dagegen behielt sein Amt, da die Geltinger Kirche als adliges Kirchspiel nicht dem neueingesetzten dänischen Amtmann unterstand.
Am 24. März 1851 erließ die konservativ dominierte dänische Regierung ein Sprachreskript, mit dem der Sprachwechsel von dänischen Dialekten (Angeldänisch) zum Deutschen, der sich seit dem 18. Jahrhundert in den mittleren Teilen Schleswigs wie in Angeln vollzog, aufgehalten werden sollte, indem die Schulsprache Dänisch und die Kirchensprache abwechselnd Deutsch und Dänisch werden sollte. In der Nieharde war jedoch das Angeldänische seit etwa 1800 ganz verschwunden, und Reichsdänisch verstand kaum jemand. Valentiner setzte sich daher gegen diese Verfügung zur Wehr und unterstützte zudem die Nachbargemeinde Esgrus bei ihrem Versuch, die Einsetzung eines dänischen Nachfolgers für den mitten im Streit um das Sprachreskript verstorbenen Pastor Orth zu verhindern. Unterstützt wurde er dabei durch den – katholischen – Kirchenpatron Baron Siegfried von Hobe-Gelting. Wegen seiner antidänischen Haltung wurde Valentiner am 11. Oktober 1851 vom dänischen Amtmann suspendiert, obwohl dieser für das adlige Kirchspiel gar nicht zuständig war. Der Patron weigerte sich deshalb, die Stelle als vakant zu melden und damit eine Neubesetzung in die Wege zu leiten, und gab nicht einmal nach, als Valentiner am 29. März 1854 ausgewiesen wurde. Auch die Einführung der dänischen Sprache in den Schulen setzte er nicht durch. 1855 wurde von Hobe-Geltingen mit der Begründung, dass er nicht evangelisch sei, von der Regierung als Patron abgesetzt. Neuer Kirchen- und Schulpatron wurde der evangelische Gutsherr von Priesholz, R. Bödeker. Doch auch dieser protestierte gegen die Verfügung, dass der Schulunterricht nun ganz auf Dänisch zu geschehen habe, und gegen das Vorgehen des zum interimistischen Schulinspektor ernannten dänischen Pastors von Esgrus, der den Lehrern sogar verbot, das deutschsprachige Schleswig-Holsteinische Schulblatt zu halten.
Als nach fast fünfjähriger Vakanz 1856 der Däne Jakob Hansen von der dänischen Regierung zum neuen Hauptpastor ernannt wurde, beschwerte sich Bödeker über das rechtswidrige Verfahren der obrigkeitlichen Pfarrstellenbesetzung ohne Präsentation durch den Patron und ohne Wahl. Auch die Wahlberechtigten protestierten. Den Gutsherren wurden das Patronat nunmehr ganz entzogen. Im selben Jahr wurde auch der zweite Prediger Johann Ernst Ludwig Schmidt, der nur wenig Dänisch beherrschte und daher den Gebrauch der dänischen Sprache in Kirche und Schule boykottiert hatte, in den Ruhestand geschickt. Valentiner veröffentlichte als Diakon der Leipziger Nikolaikirche die Geschehnisse einschließlich seines diesbezüglichen Briefwechsels in dem 1857 erschienenen Buch Das dänische Kirchenregiment im Herzogthum Schleswig. Erfahrungen, der evangelisch-lutherischen Kirche gewidmet. Dänische Verfasser, darunter Peter Hjort, der nach seiner von Valentiner mit betriebenen Ablehnung in Esgrus Professor in Kopenhagen geworden war, konterten mit Vorwürfen gegen Valentiners „lügenhaften Schriften“. Die Geltinger trauerten Valentiner lange nach. In der eigentlich kirchlichen Gemeinde blieb die Kirche bei Hansens Predigten oft leer.
Nach der dänischen Niederlage 1864 wurde der dänische Pastor wieder entlassen und das Kirchenpatronat wiederhergestellt, mit Ausnahme jedoch der Schulaufsicht, die in der preußischen Provinz Schleswig-Holstein in staatliche Hand überging. Die zweite Pfarrstelle blieb vakant bis 1867. Der 1864 gewählte Johannes Heinrich Ziese wechselte bereits 1869 an die Friedrichsberger Dreifaltigkeitskirche.

### 20. Jahrhundert
Bis zur Aufhebung der Fideikommisse und der Auflösung der Gutsbezirke 1928/29 unterstand die Geltinger Kirche den Gutsherren von Hobe-Geltingen. 1928 wurde die Gemeinde Teil der Evangelisch-Lutherischen Landeskirche Schleswig-Holsteins.
Ab 1930 hatte Martin Pörksen seine erste Pfarrstelle in Gelting. Nach anfänglicher Begeisterung für die Machtergreifung der Nationalsozialisten wurde er 1934 Mitglied der Bekennenden Kirche, die sich gegen die Bestrebungen der Deutschen Christen, Kirche und Glauben zu „arisieren“, und den Versuch des NS-Staats zur Gleichschaltung der Kirche stellte. 1934 wechselte er als Missionsdirektor zur Schleswig-Holsteinischen Evangelisch-Lutherischen Missionsgesellschaft nach Breklum, dem Zentrum der Bekennenden Kirche in Schleswig-Holstein.
Sein Nachfolger Wolfgang Miether (1909–1945) überzeugte den gesamten Kirchenvorstand, der Bekennenden Kirche beizutreten. Dabei wurde er von dem Großteil seiner Gemeinde unterstützt. Vonseiten der zunehmend kirchenfeindlich agierenden nationalsozialistischen Organisationen schlug ihm immer heftigerer Widerstand entgegen. Nach einem Streit mit dem Ortsgruppenleiter wurden die Kirchenvorstandsmitglieder 1936 aus der NSDAP ausgeschlossen. Im selben Jahr steuerte er für das Sonderheft der Breklumer Hefte Die Nordmark im Glaubenskampf. Eine Antwort der Kirche an Gustav Frenssen einen Aufsatz über Frenssens Gottesbotschaft bei. Für den 1937 verstorbenen Moritz von Egidy hielt Miether auf Wunsch von dessen Frau und gegen den Widerstand der SS eine kirchliche Trauerfeier. 1940 meldete Miether sich freiwillig zum Kriegsdienst, einerseits da er sich verpflichtet sah, das Deutsche Reich zu verteidigen, andererseits aber auch, um dem Zugriff der Gestapo zu entgehen. Er fiel am 10. Februar 1945 als einer der letzten von insgesamt 177 gefallenen (und 64 vermissten) Geltingern. Nach ihm ist die Wolfgang-Miether-Straße neben dem Pastorat benannt.

## Baugeschichte und Architektur

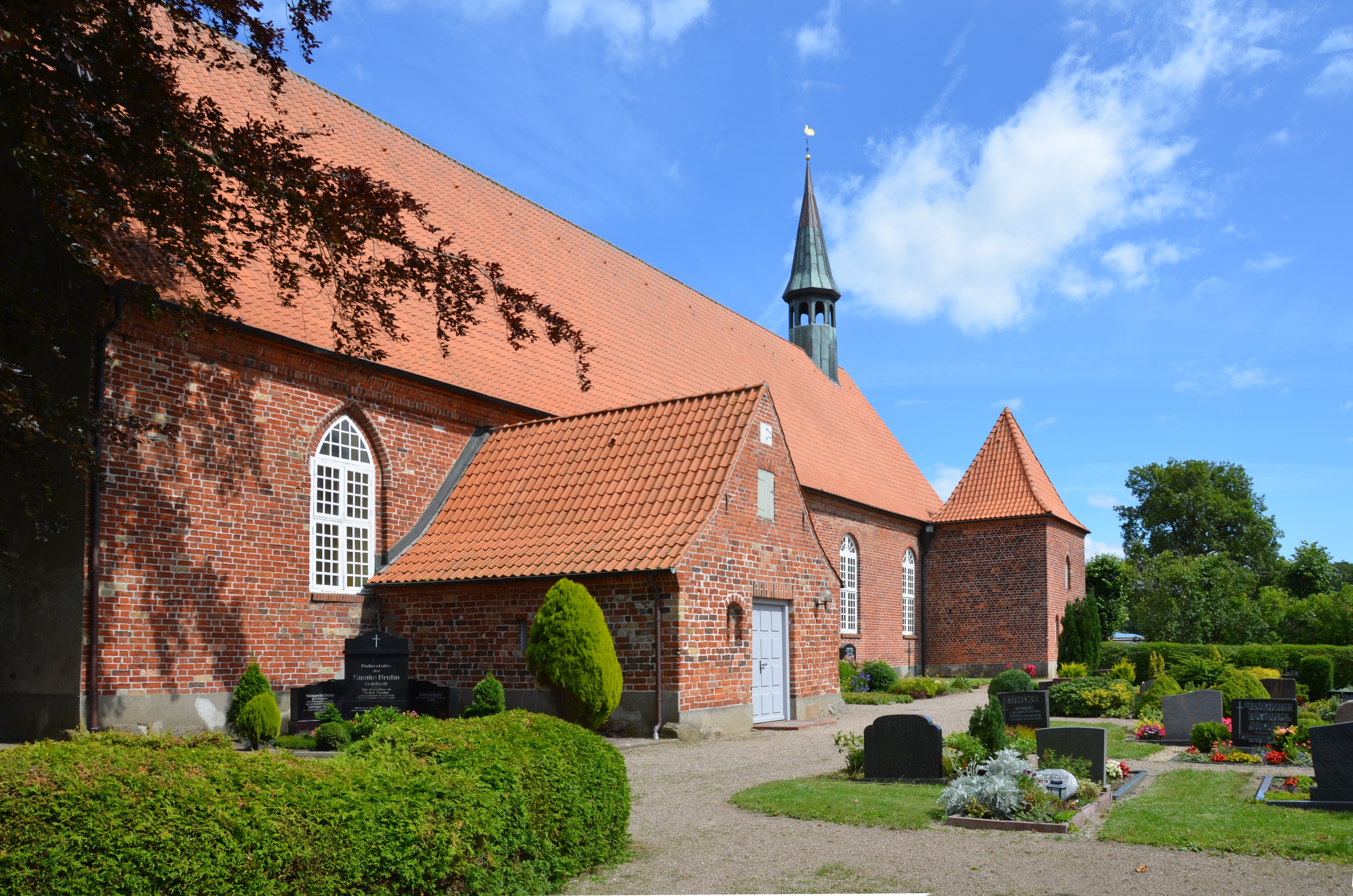
Südseite mit dem Haupteingang durch das Vorhaus; links davon das einzige erhaltene gotische Fenster

### Außenbeschreibung
Von der zu Beginn des 14. Jahrhunderts errichteten gotischen Backsteinkirche auf einem Fundament aus Feldsteinen sind die Mauern des Schiffes im Westen des heutigen Langhauses sowie das Vorhaus mit dem als Haupteingang genutzten Südportal erhalten. Im Vorhaus sind Sitzbänke eingemauert. Während sonst der gesamte Bau ziegelsichtig ist, ist die Westseite grau verputzt. Die Maueranker mit der Jahreszahl 1640 an ihrem Giebel verweisen auf eine Reparatur zu dieser Zeit. Durch zwei kleine Türen in der Westwand sind die unter der Empore eingebauten Abstellräume und Toiletten zugänglich. Im Nordwesten der Kirche ließ der Gutsherr Rumohr auf Düttebüll 1674 eine Gruft als einfaches Giebelhaus anbauen. Bis 1767 hatte die Kirche einen Dachreiter an der Westseite.
Christian Friedrich Rudolf von Geltingen, der Gut Gelting 1786 von seinem Vater Seneca Inggersen übernommen hatte, ließ die Kirche in den Jahren 1792 bis 1794 durch den Schleswiger Baukonsulenten Reimers umbauen. Der eingezogene gewölbte gotische Chor samt Chorbogen wurde abgerissen, das Kirchenschiff nach Osten als Saalkirche verlängert. Die Seitenwände der Kirche erhielten einheitliche Rundbogenfenster. Nur neben dem südlichen Vorhaus blieb ein gotisches Fenster mit Spitzbogen erhalten. Zwei weitere zugemauerte Fenster der älteren Bauphase sind von außen an der Nordseite zu erkennen. Die zur Hauptstraße hin gelegene Ostwand wurde zur repräsentativen Schauseite mit großen Fenstern ausgebildet, obwohl der östliche Eingang nur in die Sakristei hinter dem Altar führt und die oberen Fenster durch die dahinter aufgestellte Orgel verdeckt sind. Flankiert wird die Ostwand von zwei gleichartigen Anbauten, der nördlich anschließenden Gruft für die beim Umbau aus dem Grabkeller unter dem Altar umgebetteten Särge der früheren Besitzer des Guts Gelting aus der Familie Ahlefeldt und der im Süden angebauten Leichenhalle. Ein 1884 aufgesetzter Dachreiter steigert die Wirkung der Fassade.

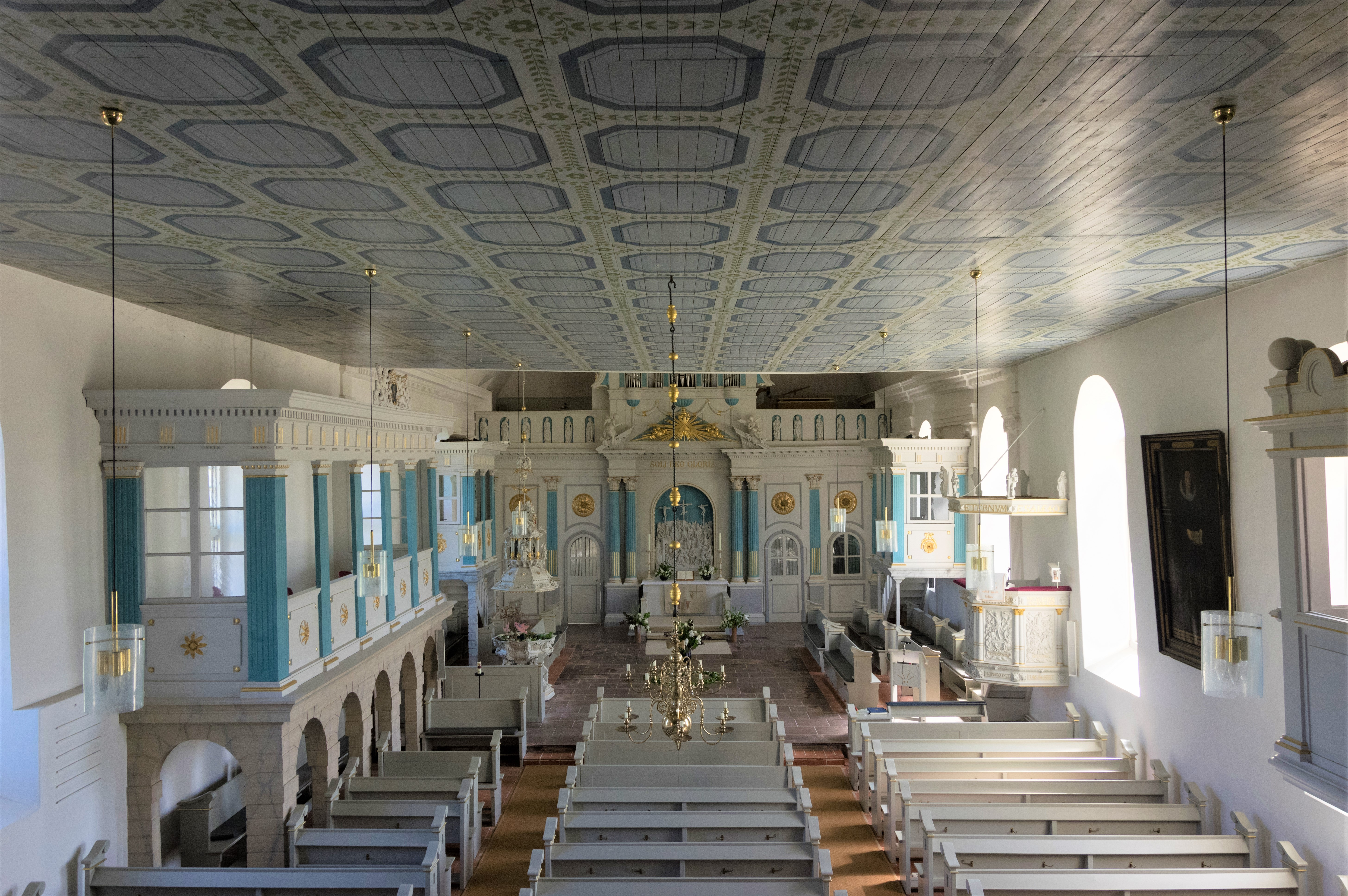
Der klassizistisch umgestaltete Innenraum mit Blick auf die Altarwand

### Innenraum
Der Innenraum wurde im Stil des Klassizismus einheitlich gestaltet. Im Gemeindeteil blieb die flache Bretterdecke des gotischen Baus erhalten. Der neue Altarraum erhielt ein Muldengewölbe mit einem von Putten umgebenen, die Allgegenwart und Dreieinigkeit Gottes symbolisierenden Auge Gottes aus vergoldetem Stuck. Die gesamte Ostwand nimmt eine Schauwand ein, in die der Schnitzaltar vom Beginn des 16. Jahrhunderts und der Orgelprospekt von 1708 integriert wurden. Auch weitere qualitätvolle Ausstattungsstücke wurden übernommen, aber durch die einheitliche Bemalung farblich der Neugestaltung angepasst. An der Westseite wurde eine Empore eingezogen, die Knechteboden genannt wurde, weil dort diejenigen saßen, die nicht wie die eingesessenen Bauernfamilien feste Plätze im Gestühl hatten. Die Predigt bei der Neueinweihung am 21. Dezember 1794 hielt Generalsuperintendent Adler. Sie erschien im folgenden Jahr bei dem Drucker Jäger in Flensburg.
Der Innenraum befindet sich weitgehend im Zustand von 1794. Bei einer Renovierung 1884 wurde die Kirchenausstattung teilweise holzsichtig, teilweise farbig gestaltet. Die Bretterdecke wurde 1910 mit imitierten Kassetten bemalt. Das alte Kastengestühl ersetzte man durch neue, bequemere Bänke. Nach 1970 erhielt die Kirche ihre einheitlich helle, nur durch Vergoldung und hellblaue Farbe kontrastierte Fassung von 1793 zurück. Das Taufbecken, das zunächst vor dem Altar aufgestellt war, steht nun an der Nordwand.

## Ausstattung
Schon vor dem klassizistischen Umbau war die Kirche durch die Gutsherren mit kostbarer Ausstattung versehen worden, die größtenteils in die neugestaltete Kirche übernommen wurde. Dazu gehört auch der 1724 von Asmus von Rumohr auf Düttebüll geschenkte Kronleuchter. Obwohl die Kirchenausstattung aus verschiedenen Jahrhunderten und Stilrichtungen stammt, wirkt der Kirchenraum durch die farbliche Gestaltung sehr einheitlich.

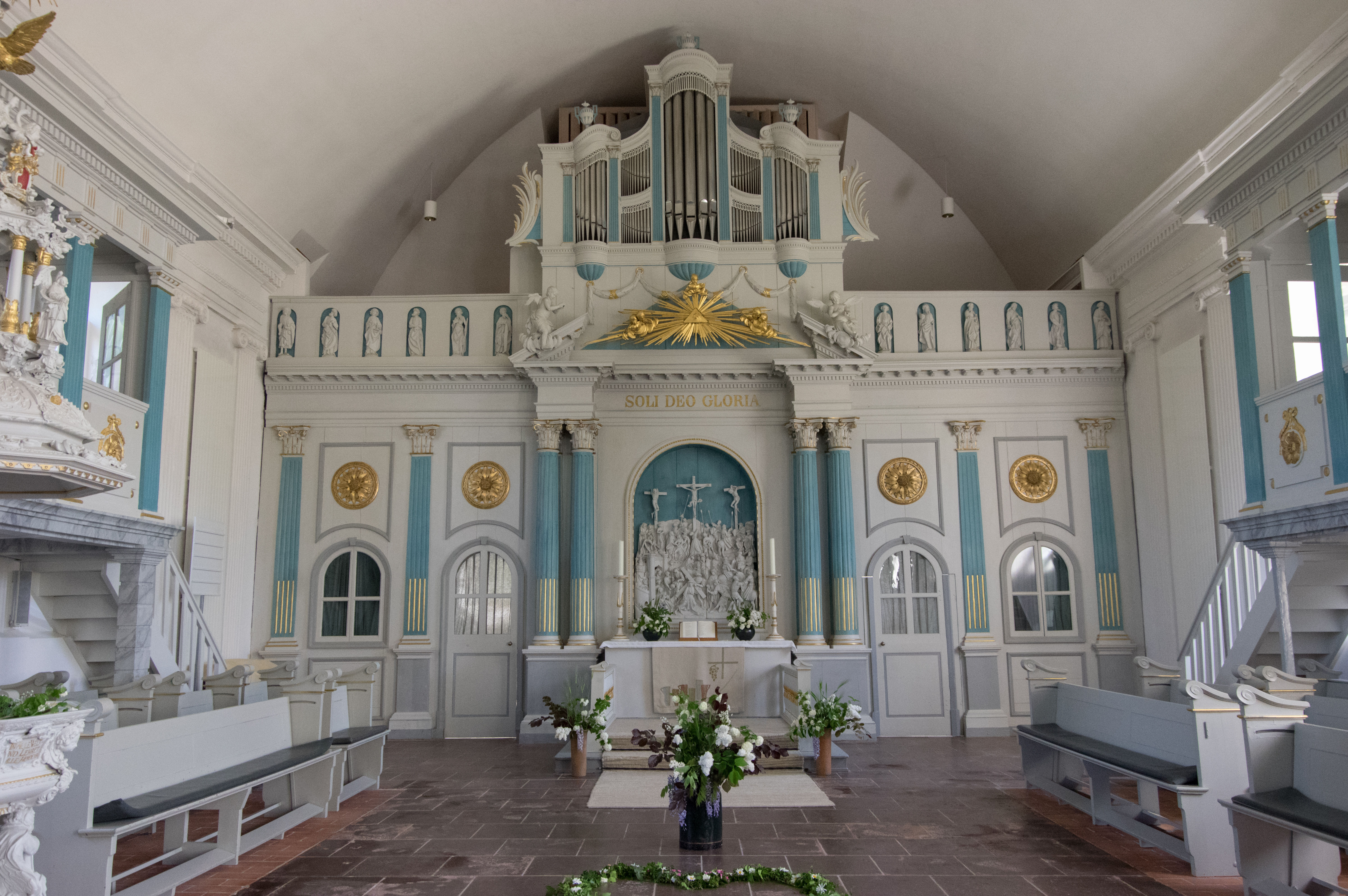
Altarraum mit dem integrierten mittelalterlichen Schnitzaltar

### Altarwand

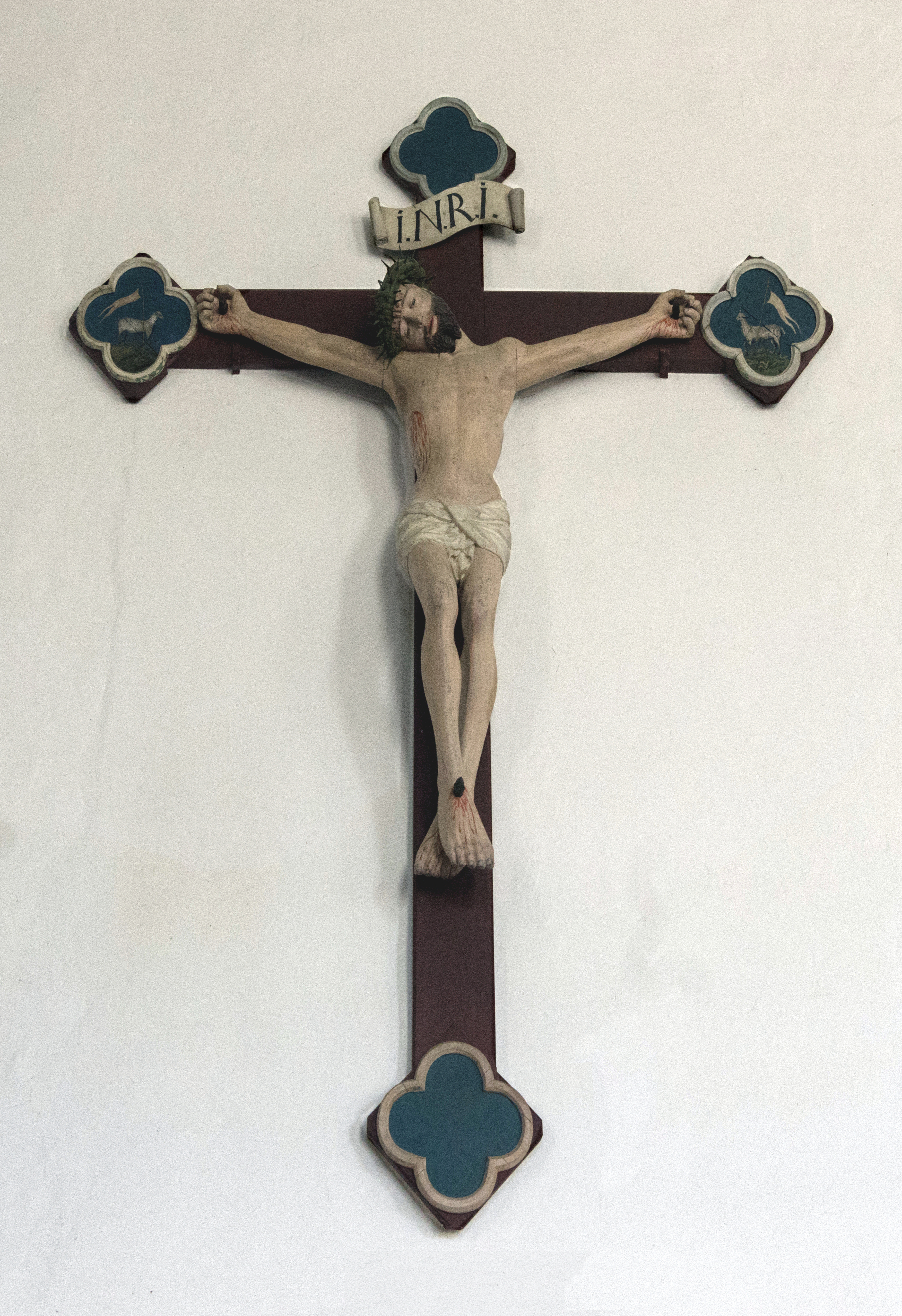
Triumphkreuz von 1525

Die Altarwand wurde von dem Flensburger Bildhauer Franz Joachim Schmädl, der 1798 auch die Altarwand der St.-Wilhadi-Kirche in Ulsnis gestaltete, entworfen. Sie ist mit Säulen und Pilastern in fünf Achsen gegliedert. Die äußeren Felder zieren vergoldete Medaillons. Das Altarbild in der Mitte ist von einem attikaartigen Aufbau gekrönt mit dem Auge Gottes. Darüber befindet sich der barocke Orgelprospekt.
In die Schauwand integriert wurden die Figuren eines Schnitzaltars. Sie gehörten vorher zu einem Flügelaltar, der vermutlich zwischen 1515 und 1525 entstand, möglicherweise in der Werkstatt des Lübecker Bildschnitzers Claus Berg. Die ursprüngliche Farbfassung, die 1793 nur übermalt worden war, wurde bei der Neuausmalung der Kirche 1884 ganz entfernt. Der Mittelschrein zeigt eine figurenreiche Passionsdarstellung mit 42 Personen und 9 Pferden. Der Weg Jesu nach Golgata und seine Kreuzigung sind in einem Bild kombiniert, so dass einige Personen zweimal dargestellt sind, neben Jesus, seiner Mutter Maria und Johannes auch die beiden anderen Hingerichteten. Die feine Schnitzarbeit mit ihrer detailreichen Darstellung der Figuren bis hinein in die Physiognomie und die Fingerspitzen ist auch bei der einfarbig hellen Übermalung noch gut zu erkennen. Außer Jesus, Maria und ihren Begleitern tragen die Abgebildeten zeitgenössische Tracht mit geschlitzten Wämsern und Kuhmaulschuhen. Einer der Reiter erinnert vom Profil her an Kaiser Maximilian. Die Apostelfiguren aus den Seitenflügeln wurden beim Umbau in der Brüstung der Orgelempore aufgestellt. Sie sind an ihren Attributen zu erkennen.

### Triumphkreuz

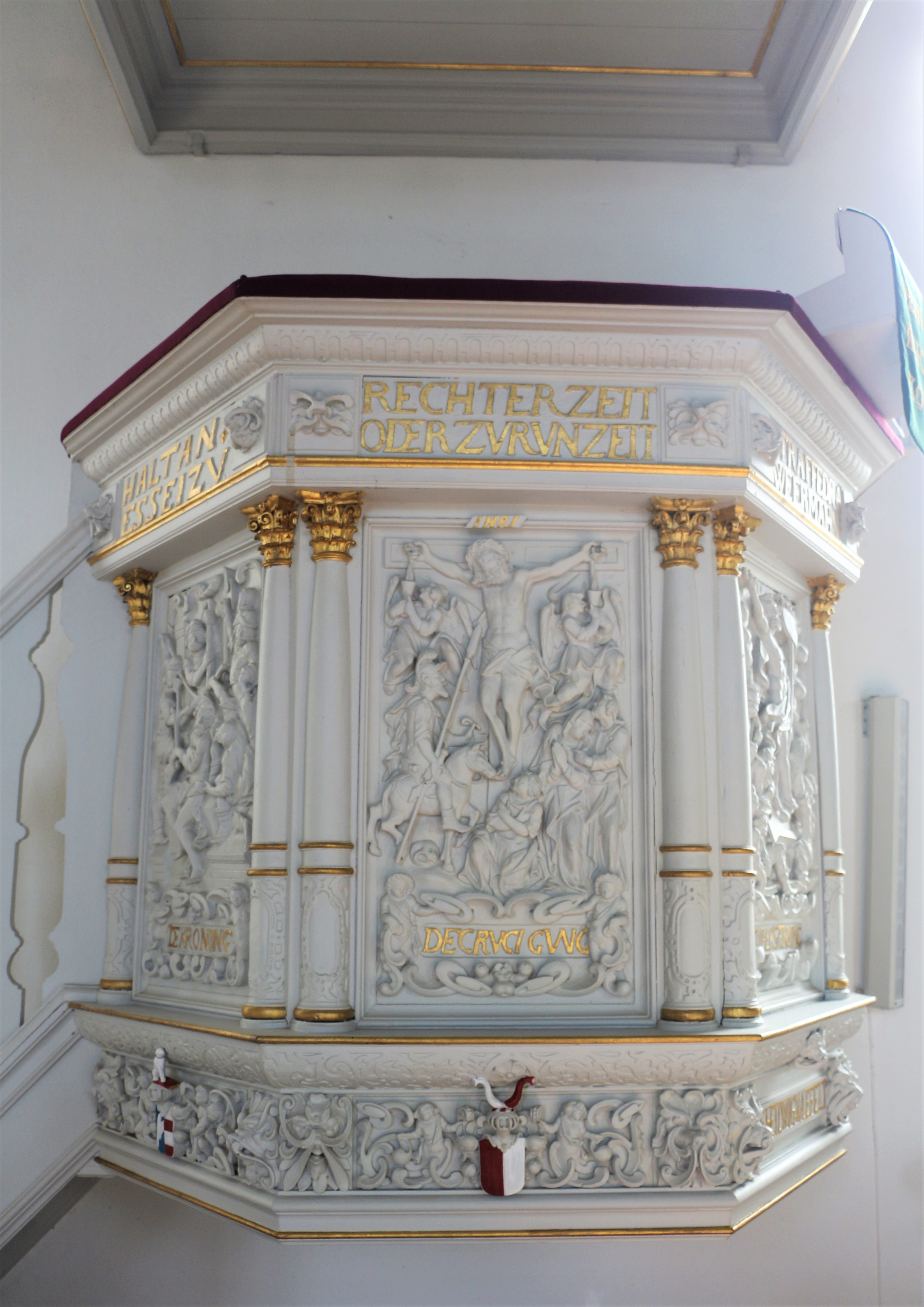
Kanzel von 1639

An der Nordwand hängt ein Triumphkreuz, das anders als die übrige Ausstattung nicht klassizistisch gefasst ist. Der realistisch dargestellte Kruzifixus ist ein Werk des Flensburger Bildhauers Hans Grote († etwa 1561) und ist dessen einziges sicher zuschreibbares Werk. Einem erhaltenen Brief des Künstlers an den „Kirchenherrn, Herrn Jasper in Gelting“, lässt sich entnehmen, dass es 1525 fertiggestellt wurde. Es ist damit neben den Reliefs des Altars das älteste Kunstwerk in der Kirche. Die Fassung stammt wohl von einer barocken Übermalung. Das Brettkreuz ist vermutlich eine Ergänzung von 1910. Die Endscheiben des Querbalkens zeigen jeweils das Lamm Gottes.

### Kanzel
Die Kanzel ist ohne Ständer direkt an der Südwand angebracht. Sie hat keinen geschlossenen Korpus, sondern schließt mit der Wand ab. Die fünf durch Halbsäulen voneinander getrennten Reliefs an der Brüstung des Korbes zeigen Szenen aus der Passionsgeschichte: Jesus im Gebet im Garten Gethsemane – als „de Gardenangs“ unterschrieben, seine Dornenkrönung, Kreuzigung, Auferstehung und Himmelfahrt, jeweils in mittelniederdeutscher Sprache beschriftet. Als Vorbilder für die Reliefs dienten Kupferstiche. Über den Reliefs steht als Mahnung an den Prediger: „Predige das Wort [an der Kanzeltür] / halt an, es sei zur / rechte Zeit oder Unzeit / straffe drawe (= drohe) ermahne / mit aller Geduld und Lehre“ (2 Tim 4,2 ). Unter den Reliefs nennen Wappen und Inschrift Hedwig, geb. von Rantzow (1618–1695) und Claus von Ahlefeldt (1610–1674) von Gut Gelting als Stifter. Der sechseckige Schalldeckel ist schlicht und trägt Figuren von Christus, Petrus und Paulus sowie drei Tugenden. Die umlaufende lateinische Inschrift lautet „VERBVM DOMINI MANET IN AETERNVM ESAIAE 40“ (= Das Wort des Herrn bleibt in Ewigkeit (Jes 40,8 )). Auf der Kanzelbrüstung ist eine Kanzeluhr mit vier Gläsern angebracht.
Die im Übergang von der Spätrenaissance zum Frühbarock entstandene Kanzel wird dem in Husum tätigen Bildschnitzer Berend Cornelissen zugeschrieben. Diese Zuschreibung der Kanzel ist in dem Vergleich mit den drei sehr ähnlichen, 1637 geschaffenen Kanzeln in den Kirchen von Rabenkirchen, Kahleby und Bergenhusen begründet. Die Reliefs ihrer Brüstungsfelder sind alle mit demselben Bildprogramm nach denselben Vorbildern gearbeitet und darüber steht derselbe Bibelvers. Da die Rabenkirchner Kanzel mit Cornelissens Signatur gezeichnet ist, ist es wahrscheinlich, dass auch die anderen drei Kanzeln sowie die 1655 hergestellte Kanzel der Horsbüller Kirche mit etwas abweichendem Bildprogramm, aber denselben Vorbildern aus seiner Hand stammen. Anders als bei den Parallelstücken ist bei der Geltinger Kanzel die Tür am Korpus angebracht und trägt die zum Bildprogramm gehörende Darstellung von Jesus im Garten Gethsemane. Das entspricht jedoch nicht dem ursprünglichen Zustand, sondern geht auf den Umbau 1793 zurück, im Zuge dessen die Kanzel umgestaltet und versetzt wurde und eine neue Treppe erhielt.

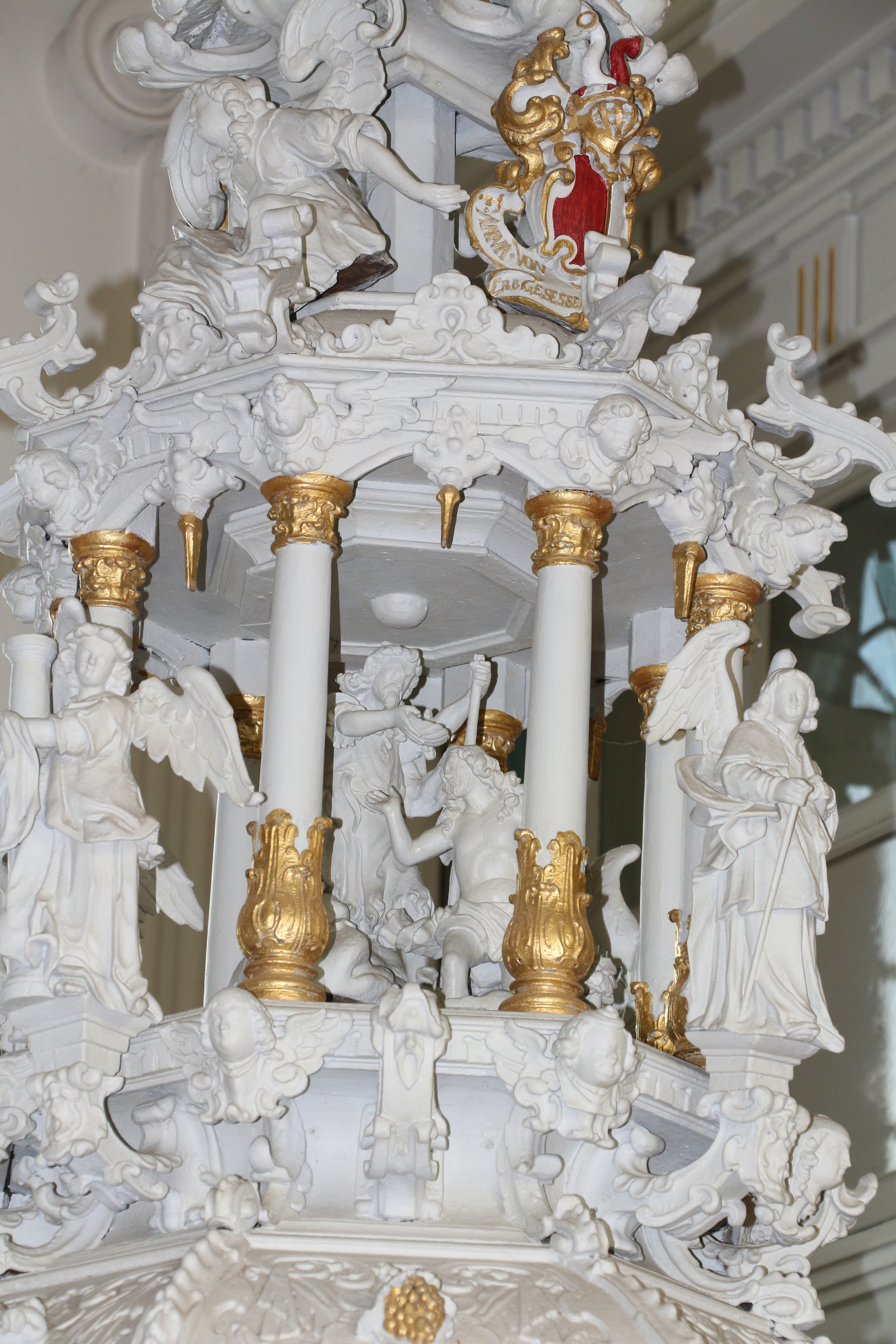
Darstellung der Taufe Jesu in der Laterne des Taufdeckels

### Taufe
Das aus Eichenholz geschnitzte Taufbecken mit dazugehörigem Deckel von 1653 gilt als ein Hauptwerk des Knorpelbarocks. Das nicht signierte Kunstwerk wird fast einstimmig Hans Gudewerth dem Jüngeren zugeschrieben. Es hat die Form eines Deckelpokals. In das achteckige Becken kann eine Taufschale eingelegt werden. An den Seitenwänden der Kuppa sind Kartuschen angebracht. Der Text darin enthält neben der Datierung die biblischen Taufbefehle Mt 28,19–20  und Mk 16,16 . An den Ecken dazwischen befinden sich Engelsköpfe. Am Schaft lehnen vier vollplastische Figuren der Evangelisten mit ihren Symbolen. Die „Charaktergestalten“ unterscheiden sich nach Alter und Temperament. In der Laterne des über 2,50 m hohen Deckels ist innen freiplastisch die Taufe Jesu dargestellt. Als Vorbild dafür nutzte der Bildschnitzer einen Kupferstich von Jan Sadeler nach einem Gemälde von Marten de Vos, einem Maler des Manierismus. Außen stehen vier Engel mit Marterwerkzeugen. Ein Spruchband nennt als Stifter Wulf von der Wisch und seine Ehefrau Anna geb. Rantzau, „Erbgesessene auf der Ohen“. An der Stangenkette, die den Deckel hält, ist eine aus Wolken schwebende vergoldete Taube als Symbol des Heiligen Geistes angebracht. In den Wolken darüber gibt ein weiteres Spruchband die bei Jesu Taufe vom Himmel kommenden Worte „DIS IST MEIN LIBER SOHN AN WELCHEN ICH WOLGEFALLEN HABE“ (Mt 3,17 ) wieder. Ob und wie sie ursprünglich bemalt war, ist nicht bekannt. Beim Umbau 1793/94 wurde sie weiß gefasst. Im 20. Jahrhundert bestand eine farbige Fassung. 2002 wurde sie renoviert und ist jetzt weiß mit Vergoldungen, nur die Stifterwappen sind farbig.

### Logen
Die Loge des Guts Oehe von 1730 neben dem Eingang der Kirche an der Südwand blieb 1793 an ihrem Platz. Sie ist über eine Treppe vom Vorbau aus zugänglich. Für den Erbauer der Kirche, den Patronatsherrn von Gut Gelting, wurde eine repräsentative neue Kastenloge mit verschließbaren Fenstern auf einem Unterbau mit Arkaden an der Nordwand gegenüber der Kanzel errichtet, während die Güter Düttebüll und Priesholz, die bis dahin auf erhöhte Logen hatten verzichten müssen, zwei einander gegenüberliegende, fast gleich aussehende und deutlich kleinere Logen an den Seitenwänden des neuen Altarraums erhielten. Die neuen Logen sind einzeln über Treppen aus dem Innenraum zu betreten, während vor dem Umbau die Geltinger Gutsherren wie die Oeher ihre Loge direkt von außen betraten.

### Pastorenbilder

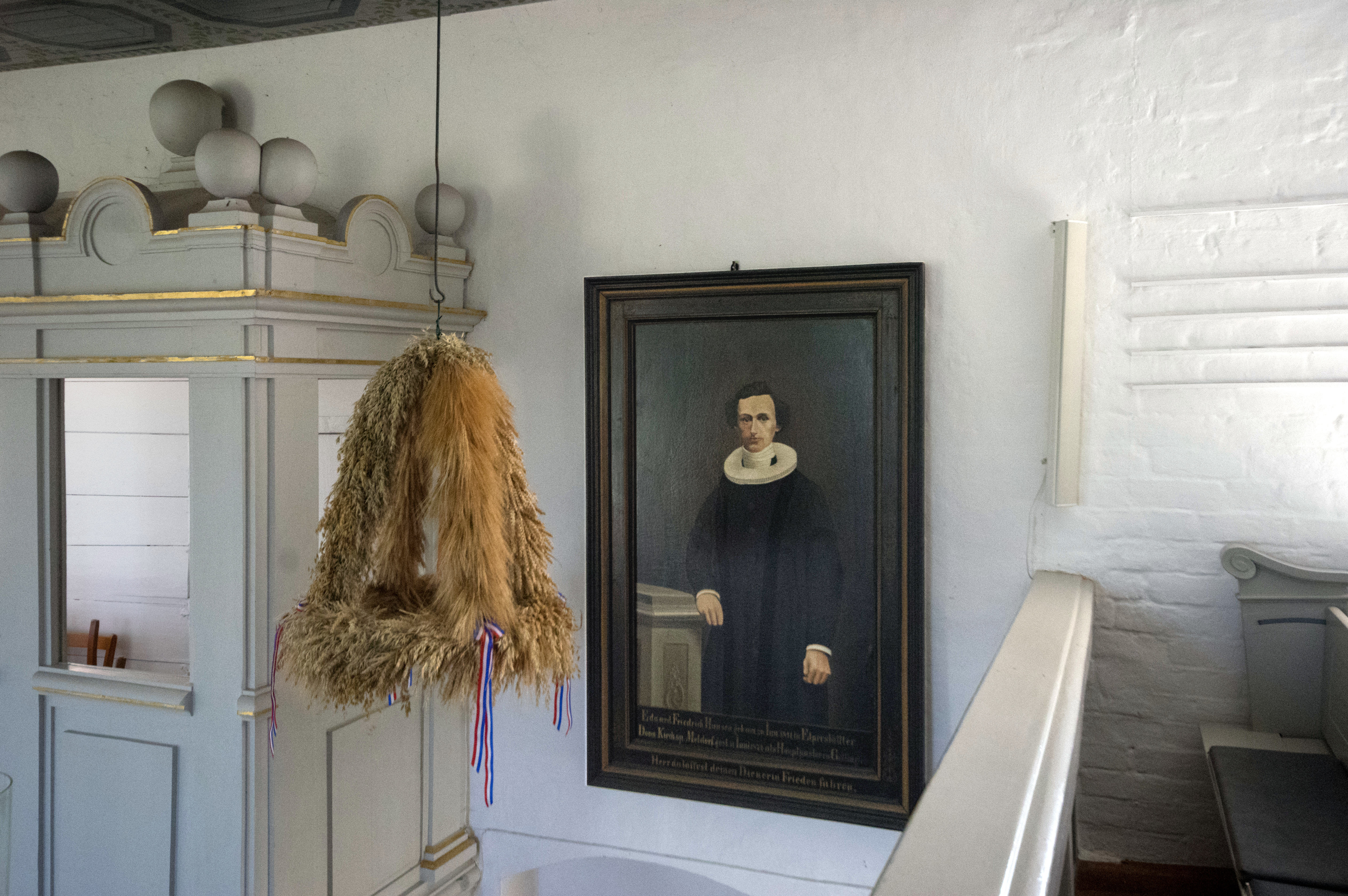
Pastor Hansens Porträt über der Eingangstür zwischen Oeher Loge und Knechteboden

In der Kirche hängen zwei Pastorenbilder. Das lebensgroße Porträt an der Südwand zwischen Kanzel und Oeher Loge zeigt Franziscus Schröder. Er war von 1640 bis 1680 Pastor in Gelting. Als er nach fast 40 Amtsjahren mit 68 Jahren starb, ließ man ihn malen. Er trägt die damals übliche Tracht der Geistlichen mit Halskrause vergleichbar dem heute noch verwendeten Lübecker Ornat und hält eine aufgeschlagene Bibel in der Hand, in der steht: „Ich hielt mich nicht dafür, daß ich etwas wüste unter euch ohne allein Jesum Christum den Gecreutzigten“ (1 Kor 2,2 ).
Der zweite Pastor, an den ein Bild in der Kirche erinnert, ist Eduard Friedrich Hansen. Er kam 1869 nach Gelting und starb schon 1874 nach fünfjähriger Amtszeit als Hauptpastor mit 33 Jahren. Auch er trägt auf dem Bild das Ornat und nicht den preußischen Talar.

## Orgel

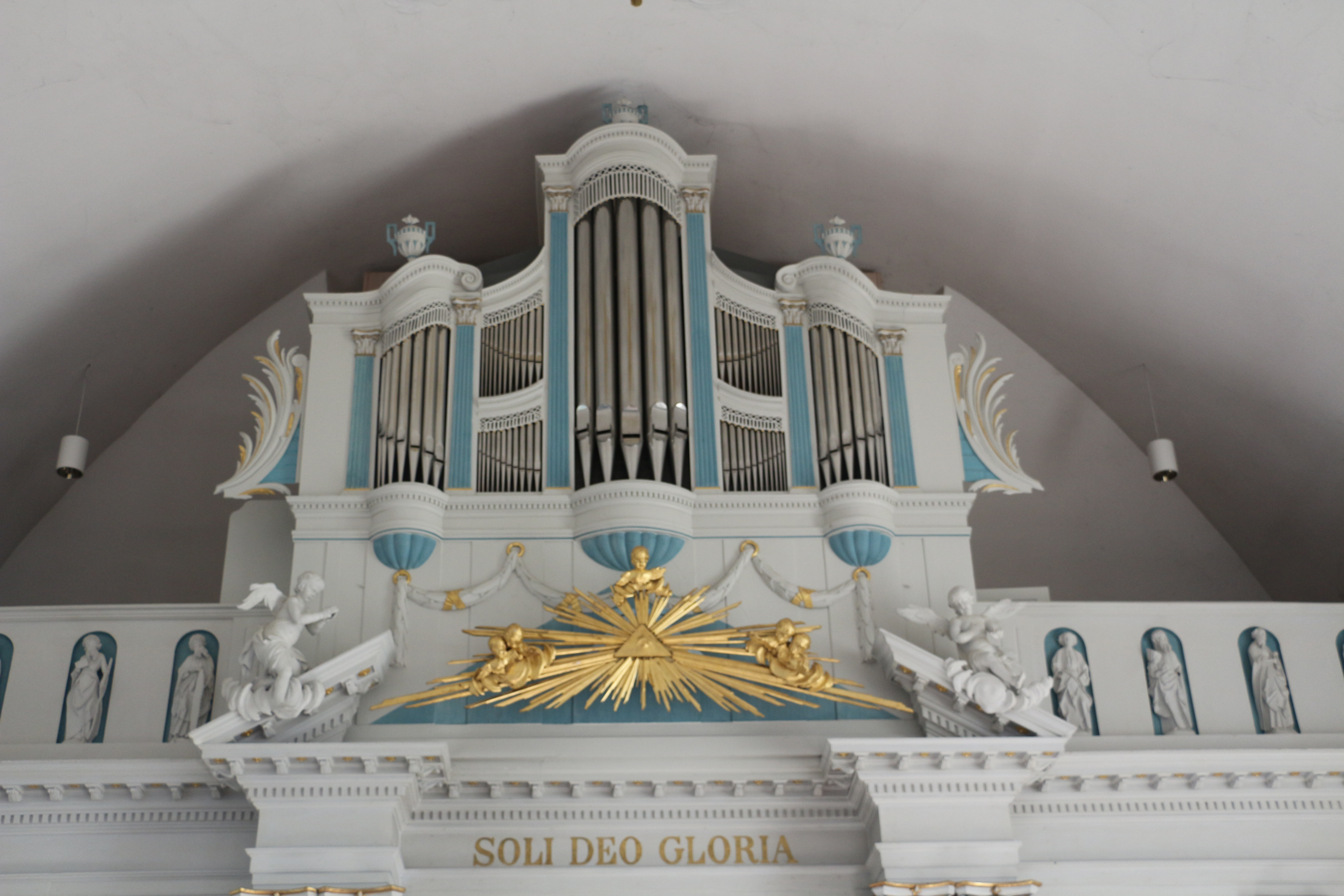
Barocker Orgelprospekt, in die klassizistische Altarwand integriert

Ein Orgel soll in der Geltinger Kirche bereits 1590 vorhanden gewesen, aber 1595 vom Kirchenpatron Claus von Ahlefeldt verkauft worden sein. Einer seiner Nachfahren, Jochim von Ahlefeldt, verfügte 1706 testamentarisch den Neubau einer Orgel, deren Bau für 1708 belegt ist. Dass es in der Zwischenzeit eine Orgel gab, ist unwahrscheinlich, denn anders als sonst üblich waren bis 1724 die Ämter von Küster und Organist getrennt. Wahrscheinlich handelt es sich bei dem bestehenden barocken Orgelprospekt von einem namentlich nicht bekannten Orgelbauer um diese Orgel. Die Orgel wurde 1794 bei dem Umbau der Kirche durch Jürgen Hinrichsen Angel in die Schauwand integriert. Inwieweit sie dabei umgebaut wurde, lässt sich nicht rekonstruieren. Drei weiß gefasste Rundtürme mit bekrönenden Urnen stehen auf blauen Konsolen und werden von hellblau kannelierten Pilastern mit korinthischen Kapitellen flankiert. Zwei doppelgeschossige Flachfelder sind gegen den überhöhten Mittelturm angeschweift. Das Instrument wurde 1908 durch ein Werk von Marcussen & Søn mit 19 Registern ersetzt, das 1976 von Klaus Becker dem Zeitgeschmack entsprechend umgebaut wurde. Sein Sohn Michael Becker stellte 2005 in Zusammenarbeit mit Heintz Orgelbau die ursprüngliche Disposition der Marcussen-Orgel wieder her:
| I Hauptwerk C–f3 |               |        |
| 1.               | Bordun        | 16′    |
| 2.               | Prinzipal     | 08′    |
| 3.               | Doppelflöte   | 08′    |
| 4.               | Gamba         | 08′    |
| 5.               | Octave        | 04′    |
| 6.               | Flöte         | 04′    |
| 7.               | Octave        | 02′    |
| 8.               | Mixtur III–IV | 01 ⁄3′ |
| 9.               | Trompete      | 08′    |

| II Schwellwerk C–f3 |                 |        |
| 10.                 | Gedackt         | 16′    |
| 11.                 | Geigenprincipal | 08′    |
| 12.                 | Flauto          | 08′    |
| 13.                 | Gedackt         | 08′    |
| 14.                 | Flöte           | 04′    |
| 15.                 | Cornett III     | 02 ⁄3′ |

| Pedal C–f1 |               |     |
| 16.        | Subbass       | 16′ |
| 17.        | Principalbass | 08′ |
| 18.        | Gedacktbass   | 08′ |
| 19.        | Octavbass     | 04′ |
| 20.        | Posaune       | 16′ |

- Koppeln: II/I, I/P, II/P

## Glockenturm und Glocken

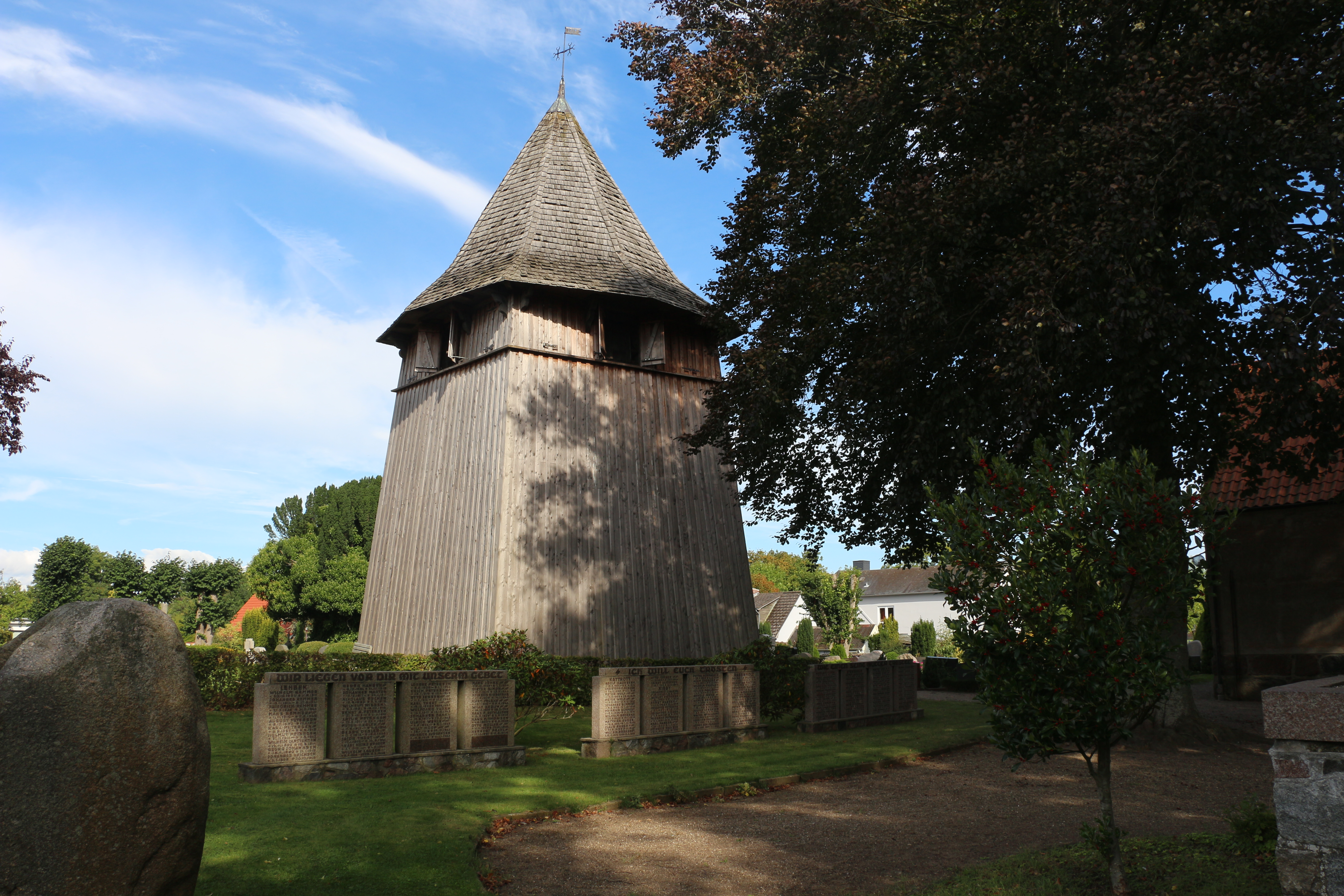
Glockenturm von 1729, davor einige Steine des Ehrenmals (2021)

Das Kirchenrechnungsbuch führt für das Jahr 1588 die Reparatur eines Glockenturms auf. Ein Glockenturm, über dessen Alter und Aussehen aber nichts bekannt ist, bestand also spätestens im 16. Jahrhundert, zunächst nur mit einer großen Glocke. Einer Sage nach soll bei dem Transport von zwei weiteren kleinen Glocken mit dem Schiff von Lübeck eine Glocke in der Schleimündung versunken sein, weshalb die verbliebene Glocke beim Läuten klage: „Min Mag ligger i ä Minn“ (= Mein Gefährte liegt in der Mündung). Wieder im Rechnungsbuch belegt ist der Umguss einer Glocke in Husum 1602. Der heutige separat stehende Glockenstapel wurde 1729 neu errichtet. Im Inventarverzeichnis vom 22. November 1763 werden eine große und drei kleine Glocken aufgelistet.
Die größte Bronzeglocke musste 1917 im Zusammenhang mit der Metallspende des deutschen Volkes für die Rüstung abgegeben werden und wurde noch im Turm zerschlagen. Auch die anderen beiden Glocken wurden eingeschmolzen. Als Ersatz schaffte sich die Gemeinde 1921 zwei Eisenhartgussglocken von der Glockengießerei in Apolda an. Erst 1967 konnte eine kleine Bronzeglocke der Glocken- und Kunstgießerei Rincker angeschafft werden. Die Eisenglocken waren 2013 so verrostet, dass sie ein Sicherheitsrisiko darstellten und abgehängt werden mussten. Sie sind vor der Kirche aufgestellt. Im Glockenturm verblieb die kleine Bronzeglocke von 1967. 2016 konnten drei neue Bronzeglocken der Glockengießerei Rincker im renovierten Glockenstuhl aufgehängt werden, so dass die Kirche wieder ein vierstimmiges Geläut hat. Die drei neu gegossenen Glocken wurden von der Künstlerin Rosemarie Vollmer aus Gondelsheim verziert. Die Ewigkeitsglocke trägt die Namen von 150 Spendern.
| Nr. | Name                            | Gussjahr | Gießer                             | Durchmesser (mm) | Masse (kg) | Nominal (16tel) |
| --- | ------------------------------- | -------- | ---------------------------------- | ---------------- | ---------- | --------------- |
| 1   | Katharinenglocke                | 2016     | Glocken- und Kunstgießerei Rincker |                  | 1.018      | f1 +6           |
| 2   | Gebetsglocke                    | 1967     | Glocken- und Kunstgießerei Rincker |                  | 0439       | b1 +5           |
| 3   | Schöpfungs- und Ewigkeitsglocke | 2016     | Glocken- und Kunstgießerei Rincker |                  | 0326       | c2 +5           |
| 4   | Sakramentsglocke                | 2016     | Glocken- und Kunstgießerei Rincker |                  | 0226       | d2 +4           |

## Friedhof und Denkmäler
Der Friedhof, der ursprünglich direkt um die Kirche herum lag, wurde 1839 durch einen etwas weiter von der Kirche entfernten Begräbnisplatz ersetzt. Dieser wurde auf einer westlich der Kirche liegenden, vorher zum Pastorat gehörenden Koppel angelegt und war von den Kirchenpatronen mit einem mit Weißdorn zu bepflanzenden Wall zu umgeben. Gleichzeitig wurde verfügt, dass das Kuhlengraben und Läuten nicht mehr in Eigenregie der Nachbarschaft geschehen dürfe, sondern dass die Dienste des angestellten Totengräbers und Glöckners in Anspruch genommen – und bezahlt – werden mussten. Nur Erbbegräbnisse und die an der Kirche angebauten Grüfte durften weiter verwendet werden.
Östlich vor der Kirche steht ein 1889 errichtetes Denkmal, das an die Aufhebung der Leibeigenschaft auf Gut Gelting durch Rudolf von Geltingen 1789 erinnert. Im Vorhaus sind zwei Grabsteine aufgestellt. Der ältere zeigt Claus von Ahlefeld († 1531) von Gut Gelting und seine Frau Drude geb. Rantzau (1485–1554), eine Schwester von Johann Rantzau. Sie nutzten für ihre Grabplatte einen älteren Grabstein, dessen vorherige Beschriftung noch in Spuren vorhanden ist. Die zweite Grabplatte zeigt Christine Pogwisch geb. Munk († 1579) von Kronsgaard, Witwe von Wulf Pogwisch und Nichte des letzten katholischen Bischofs von Ribe Iver Munk, mit zwei ihrer Töchter. Im Vorhaus befinden sich außerdem Gedenktafeln für die bei der Schleswig-Holsteinischen Erhebung 1848–1851 und beim Deutsch-Dänischen Krieg 1863–1864 Umgekommenen. Die meisten von ihnen starben nach Auskunft der Tafeln an Typhus oder verwundet im Lazerett.

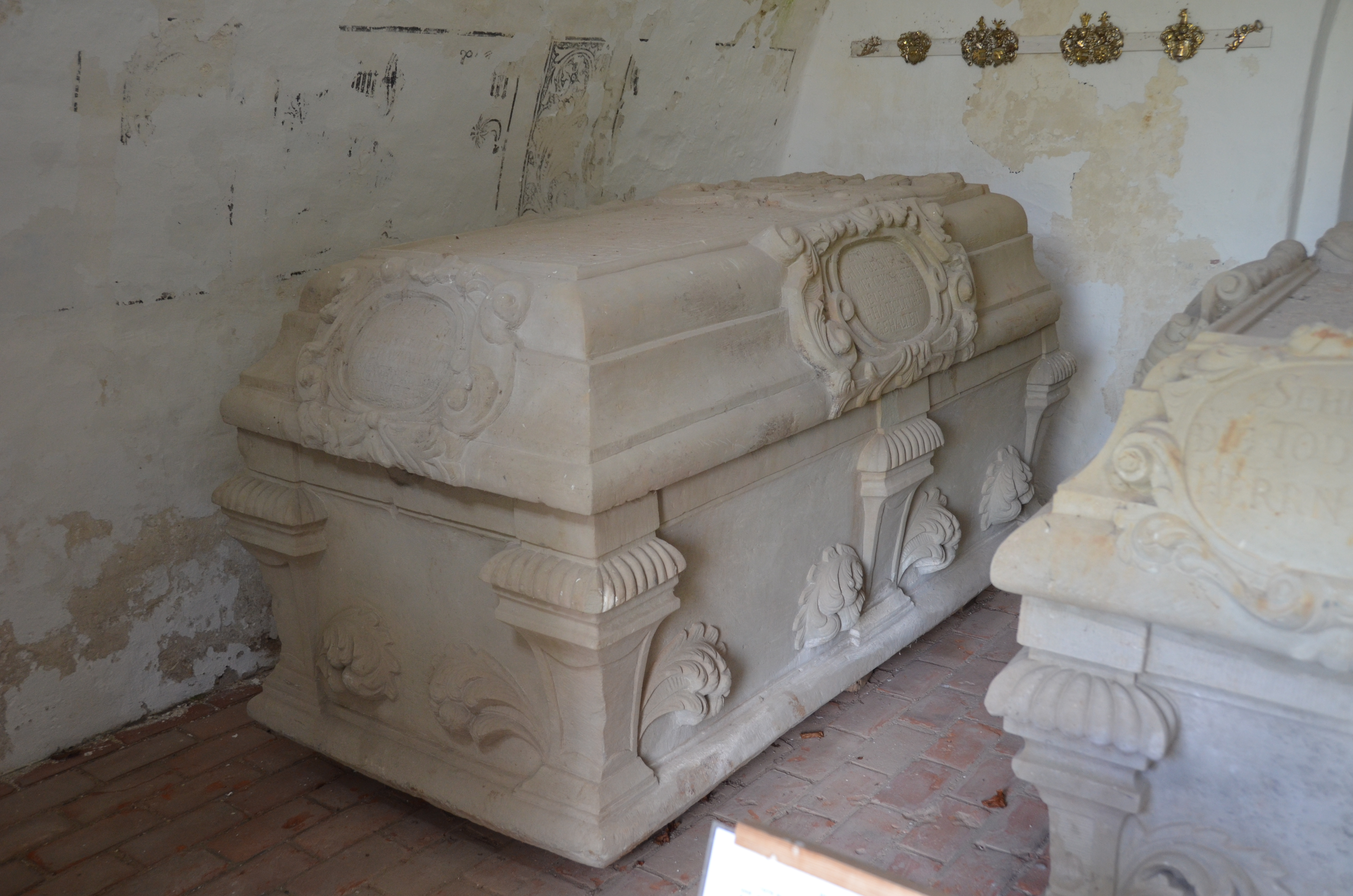
Gruft mit Sarkophag und Bemalungsresten

Asmus von Rumohr auf Düttebüll (1624–1680) und seine Frau Dorothea (1646–1727), Tochter von Claus von Ahlefeld auf Gelting, dem Stifter der Kanzel, ließen 1674 eine Gruft an die Nordwestseite der Kirche anbauen. Die Maueranker – 1674 ARDR – erinnern an die Erbauungszeit und die Bauherren. Dort wurden unter anderem Asmus von Rumohrs Eltern, er selbst, seine Frau und sein 1704 verstorbener Sohn Detlef beigesetzt. Bei der Renovierung 2001 wurden die schlecht erhaltenen Holz- und Metallsärge in der Nähe der Kirche beigesetzt. In dem mit Tonnengewölbe versehenen Raum stehen drei Sandstein-Sarkophage von Sophie Amalia von Ahlefeldt, geb. von Haseloe (1651–1720), ihrer Schwiegertochter Auguste von Ahlefeldt, geb. von Rumohr (1676–1745), und deren Sohn Henning von Ahlefeldt (1705–1778), die sich seit dem Umbau von 1793/94 in der Ahlefeldt-Gruft an der Ostseite der Kirche befanden. An den Wänden sind Reste barocker Malerei erhalten. Die heutigen Besitzer von Gut Gelting haben eine Gruft, die südlich direkt an die Kirche angrenzt. 2002 wurde die Ahlefeldt-Gruft an der Nordostecke der Kirche als Sakristei und Andachtsraum eingerichtet.

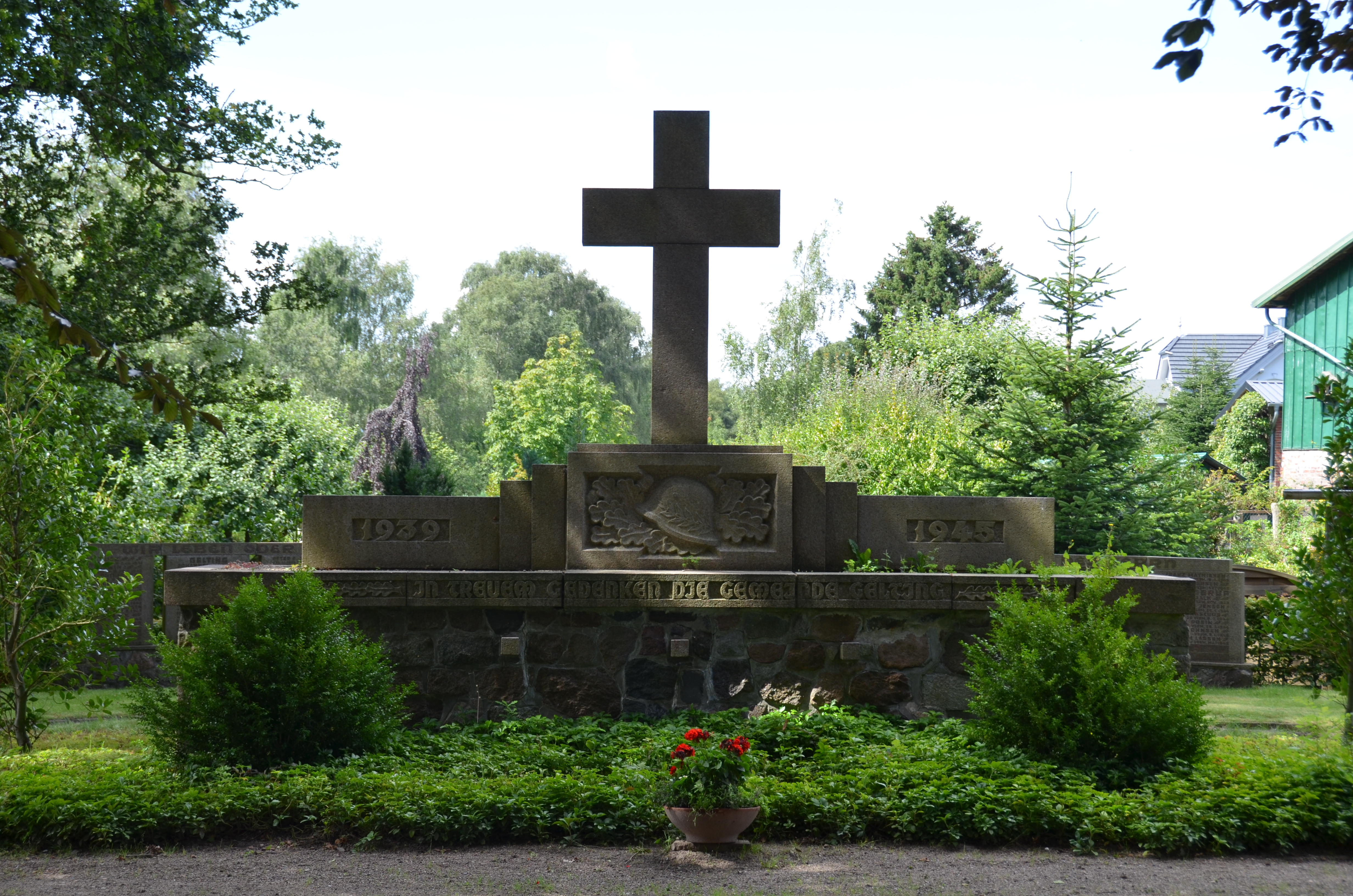
Gefallenenehrenmal

Das Ehrenmal für die Gefallenen der beiden Weltkriege vor der Westseite der Kirche wurde am 20. November 1949 eingeweiht als erstes Gefallenen-Ehrenmal, das nach Beendigung des Zweiten Weltkrieges in Schleswig-Holstein errichtet wurde. Das breite Ehrenmal mit einem Granitkreuz auf einem Feldsteinfundament trägt auf der der Kirche zugewandten Seite die Jahreszahlen 1939 und 1945 und die Inschrift „In treuem Gedenken die Gemeinde Gelting“. Die insgesamt zweiunddreißig Steine aus schwedischem Granit, auf denen die dreihunderteinunddreißig Gefallenen namentlich verzeichnet sind, stehen in Vierergruppen westlich davon. 1949 wurden zunächst rechts und links des Ehrenmals vierundzwanzig Steine aufgestellt mit den Namen der Toten des Ersten und des Zweiten Weltkrieges nach Ortschaften gegliedert. 1957 wurde die Anlage um acht weitere Steine mit Namen der Vermissten und der nachträglich als gefallen gemeldeten Soldaten erweitert und nach Westen hin abgeschlossen. Die acht Gruppen der Steintafeln tragen in ihren Deckbalken als Inschriften Bibelverse: von links nach rechts „Der Herr mein Hirte“ (Ps 23,1 ), „Er ist unser Friede“ (Eph 2,14 ), „Einer trage des andern Last“ (Gal 6,2 ), „Wir leben oder sterben“, „So sind wir des Herrn“ (Röm 14,8 ), „Wir liegen vor dir mit unserm Gebet“ (Dan 9,18 ), „Ich will Euch trösten“, „Wie einen seine Mutter tröstet“ (Jes 66,13 ).

## Gemeinde
Das Kirchspiel Gelting war das flächengrößte Kirchspiel in Angeln und umfasste Gelting, Nieby, Kronsgaard, Hasselberg, Pommerby und Rabenholz sowie teilweise Maasholm. Im 18. Jahrhundert wechselte die Fischersiedlung Maasholm zum Zuständigkeitsbereich der St.-Nikolai-Kirche in Kappeln. Hasselberg und Kronsgaard wurden 1908 ausgepfarrt und erhielten eine eigene Kirche in Gundelsby.